# ソ連対日参戦
ソ連対日参戦（ソれんたいにちさんせん）は、太平洋戦争の末期から終戦後にかけて満洲国、朝鮮半島、サハリン、千島列島などで、日ソ中立条約を一方的に破棄して大日本帝国に宣戦布告をし侵攻してきたソビエト連邦の赤軍とそれぞれの地域を守備する日本軍の守備隊との間で勃発した一連の戦闘である。
昭和20年（1945年）8月8日午後11時（トランスバイカル標準時、日本時間、モスクワ時間では午後5時）に、ソ連のモロトフ外務人民委員が、佐藤尚武駐ソ連大使を招致し、そこで佐藤大使にソビエト政府の対日参戦を宣告する。そして、翌日の8月9日午前1時にソ連軍が満ソ国境を越えて攻撃を開始した。
最終的には日本の降伏を招いたが、終戦後もソ連赤軍は侵攻を続け、現在の北方領土を占領した。
ソ連は満洲・樺太・千島侵攻のために総兵力157万人、戦車・自走砲5,556輌、航空機3,446機を準備し、8日夜に宣戦布告、9日未明に満洲への侵攻作戦を、11日にサハリンへの侵攻作戦を開始し、第二次世界大戦における日本の降伏を決定付けた。
日本の防衛省防衛研究所戦史部では、この一連の戦闘を対ソ防衛戦（たいソぼうえいせん）と呼称した。日ソ戦争（にちソせんそう）とも呼称された。一方、ソ連（ロシア）側では《Советско-японская_война》（ソ日戦争）と呼称している。
この戦闘により、ソ連軍および中国兵による陸軍兵及び満洲・中国居留民への虐殺事件やシベリア抑留・中国残留日本人の問題が発生した。

## 背景
19世紀の帝政ロシアの時代から日本は対露（対ソ）の軍事的な衝突を予想し、その準備を進めていた。1904年（明治37年）から1905年（明治38年）の日露戦争はこれが現実化したもので、南満洲での旅順攻囲戦や奉天会戦における日本の勝利の末にポーツマス条約が結ばれ、日本はロシア領だった南サハリンの割譲、清国領だった南満洲におけるロシア利権の譲渡を受けた。
戦後の1907年（明治40年）に結ばれた日露協約で日ロ両国は満洲での勢力圏を南北に分割することで協力関係を結んだが、1917年（大正6年）のロシア革命後に成立したソビエト連邦（ソ連）は世界を共産主義化することを至上目標に掲げ、ヨーロッパ並びに東アジアへ勢力圏を拡大しようと積極的であった。他方、日本は第一次世界大戦の連合国とともにシベリア出兵でソ連政府の打倒をめざした。日本を除く連合国が1920年（大正9年）に撤兵した後も日本は出兵を継続したが、内外の反対の声が高まり、ようやく1922年（大正11年）にシベリアから撤退し、ソ連が一国社会主義へ転換した後の1925年（大正14年）に締結した日ソ基本条約でポーツマス条約の有効性が確認された。その後もソ連は東清鉄道を通じて満洲北部での利権を確保し、1929年（昭和4年）の中ソ紛争でも鉄道の強制接収を狙った中華民国政府を退けたが、1931年（昭和6年）に起きた満洲事変の結果1932年（昭和7年）に満洲国が成立するとソ連は鉄道売却交渉に応じ、1935年（昭和10年）の北満鉄道讓渡協定によって満洲全域が日本の勢力圏になった。
一方、極東での日ソの軍拡競争は1933年（昭和8年）からすでに始まっており、当時の日本軍は対ソ戦備の拡充のために、本国と現地が連携し、関東軍がその中核となって軍事力の育成を推進したが、1936年（昭和11年）ごろには戦備に決定的な開きが現れており、師団数、装備の性能、陣地・飛行場・掩蔽施設の規模内容、兵站にわたって極東ソ連軍の戦力は関東軍のそれを大きく凌いでいたと言われる。
1938年（昭和13年）の張鼓峰事件や1939年（昭和14年）のノモンハン事件において日ソ両軍は戦闘を行い、関東軍はその戦力差を認識した。陸軍省では南進論が力を得て、関心は東南アジアへと移っており、軍備の重点も太平洋戦争勃発で南方へと移行する。1943年（昭和18年）以降は南方における戦局の悪化によって、関東軍の戦力を南方戦線へ振り分けざるを得なくなり、満洲国における軍事力が低下する一方となる。日本が北進論を退けて南進論を取り、1941年（昭和16年）4月に日ソ中立条約を結んだことはソ連に極東での軍事的余力を与え、同年6月から始まった独ソ戦（大祖国戦争）でのモスクワの戦いにおいても極東からの戦力投入を可能とした。
その後もドイツ軍は敗退を続け、ソ連軍にヨーロッパ戦線から撤収する余力が生じ、ソ連の対日参戦が現実味を帯び始める。

## 国際情勢
ソ連は1943年（昭和18年）のクルスクの戦い以後、対ドイツ戦で優勢に転じていたが、同じころアメリカとイギリスは対日戦で南洋諸島やインドを中心に攻勢を強めていた。フランクリン・ルーズベルト大統領は、太平洋戦争での日本の降伏にはソ連の対日参戦が有益とみていた。1943年10月、連合国のソ連、アメリカ、イギリスはモスクワで外相会談を持ち、コーデル・ハル国務長官からモロトフ外相にルーズベルトの意向として、ポーツマス条約でロシアが失った南樺太、および1875年（明治8年）の樺太・千島交換条約で平和裏に領域全体の日本領有が確定していた千島列島をソ連領として容認することを条件に参戦を要請した。このときソ連はドイツを敗戦させた後に参戦する方針と回答した。
1945年（昭和20年）2月のヤルタ会談ではこれを具体化し、ドイツ降伏後3ヵ月での対日参戦を約束。ソ連は1945年（昭和20年）4月には、1941年（昭和16年）に締結され、5年間の有効期間を持つ「日ソ中立条約の延長を求めない」ことを、日本政府に通告した。ヨーロッパ戦勝後は、シベリア鉄道をフル稼働させて、ソ連と満洲国の国境に、陸軍による軍事力の集積を行った。
日本政府は、日ソ中立条約を頼みに、ソ連を仲介した連合国との外交交渉に働きかけを強めて、絶対無条件降伏ではなく国体保護や国土保衛を条件とした有条件降伏に持ち込もうとした。しかしソ連が中立条約の不延長を宣言したことや、ソ連軍の動向などから、ドイツ降伏一ヵ月後の戦争指導会議において国際情勢について議論した。この中で「ソ連軍の攻勢は時間の問題であり、今年（1945年（昭和20年））の8月か遅くても9月上旬あたりが危険」「8月以降は厳戒を要する」と結論付けた。
モスクワ時間では5月9日にドイツが降伏した（戦勝記念日）。
7月26日、ポツダム宣言が発表されたが日本政府はこれを黙殺した。関東軍首脳部も事態を重く見ていなかった。それは山田総司令官の行動にも現れている。駐満州国日本大使を兼任していた山田は8月8日に新京を発ち、大連の国防団体の結成式に大使として参列していた。総司令官は参謀も連れずわざわざ近隣保養地の高級ホテルに泊まっていて帰還が遅れたとする批判がある。戦後になって総司令官は「ソ軍の侵攻はまだ先のことであろうとの気持ちであった」と語っている。

## 情報認識
6月に大本営の第五課課長白木末政大佐は新京において、状況の切迫性を当時の関東軍総参謀長に説得したところ、「東京では初秋の候はほとんど絶対的に危機だとし、今にもソ軍が出てくるようにみているようだが、そのように決め付けるものでもあるまい」と反論したと言われており、ソ連軍の攻勢をある程度予期していながらも、重大な警戒感は持っていなかった。
関東軍の部隊が南方戦線へと徴用されていたため、満洲の長い国境を防衛出来るだけの十分な戦力は既に失われていたが、中立条約を信じ切っていた関東軍や満洲国の要人等は、その家族を空襲に遭っている日本から満洲へ連れて来ていた。
関東軍第一課（作戦課）においては、参謀本部の情勢認識よりも遥かに楽観視していた。当時の関東軍は少しでも戦力の差を埋めるために、陣地の増設と武器資材の蓄積を急ぎ、基礎訓練を続けていたが、「極東ソ連軍の後方補給の準備は10月に及ぶ」と考えていた。つまり、関東軍作戦課においては、1945年（昭和20年）の夏に厳戒態勢で望むものの、ドイツとの戦いで受けた損害の補填を行うソ連軍は、早くとも9月以降、さらには翌年に持ち越すこともありうると判断していたのだった。
関東軍の前線部隊においては、ソ連軍の動きについて情報を得ており、第三方面軍作戦参謀の回想によれば、ソ連軍が満ソ国境三方面において兵力が拡充され、作戦準備が活発に行われていることを察知、特に東方面においては火砲少なくとも200門以上が配備されており、ソ連軍の侵攻は必至であると考えられていた。そのため8月3日、直通電話によって関東軍作戦課の作戦班長草地貞吾参謀に情勢判断を求めたところ、「関東軍においてソ連が今直ちに攻勢を取り得ない体勢にあり、参戦は9月以降になるであろうとの見解である」と回答があった。その旨は関東軍全体に明示されたが、8月9日早朝、草地参謀から「みごとに奇襲されたよ」との電話があった、と語られている。
さらに第四軍司令官上村幹男中将は、情勢分析に非常に熱心であり、7月ころから絶えず北および西方面における情報を収集し、独自に総合研究したところ、8月3日にソ連軍の対日作戦の準備は終了し、その数日中に侵攻する可能性が高いと判断したため、第四軍は直ちに対応戦備を整え始めた。また8月4日に関東軍総参謀長がハイラル方面に出張中と知り、帰還途上のチチハル飛行場に着陸を要請し、直接面談することを申し入れて見解を伝えたものの、総参謀長は第四軍としての独自の対応については賛同したが、関東軍全体としての対応は考えていないと伝えた。そこで上村軍司令官は部下の軍参謀長を西（ハイラル）方面、作戦主任参謀を北方面に急派してソ連軍の侵攻について警告し、侵攻が始まったら計画通りに敵を拒止するように伝えた。
また、事前に満洲の辺境を視察していた参謀本部作戦課の朝枝繁春中佐も、4月の段階でソ連の侵攻を看破しており、戦力増強を唱え続けたその結果として、5月30日になって作戦課が対ソ作戦準備命令を出した。しかし、それを受けた関東軍が作戦計画を策定したのは7月に入ってからであり、その内容である後退持久戦準備の終了が9月末を予定していたことなどから、関東軍首脳の楽観視が準備を遅らせるのに大きく影響していた。
他方、北海道・樺太・千島方面を管轄していた第五方面軍は、アッツ島玉砕やキスカ撤退により千島への圧力が増大したことから、同地域における対米戦備の充実を志向、樺太においても国境付近より南部の要地の防備を勧めていた。が、1945年（昭和20年）5月9日、大本営から「対米作戦中蘇国参戦セル場合ニ於ケル北東方面対蘇作戦計画要領」で対ソ作戦準備を指示され、再び対ソ作戦に転換する。このため、陸上国境を接する樺太の重要性が認識されるが、兵力が限られていたことから、北海道本島を優先、たとえソ連軍が侵攻してきたとしても兵力は増強しないこととした。
しかし、上記のような戦略転換にもかかわらず、国境方面へ充当する兵力量が定まらないなど、実際の施策は停滞していた。千島においては既に制海権が危機に瀕していることから、北千島では現状の兵力を維持、中千島兵力は南千島への抽出が図られた。
樺太において、陸軍の部隊の主力となっていたのは第88師団であった。同師団は偵察等での状況把握や、ソ連軍東送の情報から8月攻勢は必至と判断、方面軍に報告すると共に師団の対ソ転換を上申したが、現体勢に変化なしという方面軍の回答を得たのみだった。
対ソ作戦計画が整えられ、各連隊長以下島内の主要幹部に対ソ転換が告げられたのは、8月6・7日の豊原での会議においてのことであった。千島においては、前記の大本営からの要領でも、地理的な関係もあり対米戦が重視されていたが、島嶼戦を前提とした陣地構築がなされていたため、仮想敵の変更は、それほど大きな影響を与えなかった。

### 参戦準備
1945年3月から6月にかけて、赤軍最高司令部は極東での防衛名目の指令を発しつつ欧州戦域から大兵力を転用し、対日参戦に向けた作戦準備を進めたである。6月末の特別指令により、ザバイカル・沿海州・極東の各方面軍が三方向から関東軍を包囲殲滅する構想を固め、7月下旬までに準備完了期日が設定されたである。これらの準備はヤルタ会談の対日参戦合意の履行を意図し、兵員約150万人規模の集結に裏づけられたである。

## 作戦の概要

### ソ連軍
ソ連の有利を生み出したのは数ではなく、訓練と装備、そして戦術だった。
ソ連戦史によれば、対ソ防衛戦におけるソ連軍の攻勢作戦の概要としては、第一にシベリア鉄道による鉄道輸送を用いて圧倒的な兵力を準備し、第二にその集中した膨大な戦力を秘匿しつつ、満洲地方に対して東西北からの三方面軍に編成して分進合撃を行い、第三に作戦発動とともに急襲を加え、速戦即決の目的を達することがあげられる。微視的に看れば、ソ連軍は西方面においては左翼一部を除いて大部分は遭遇戦の方式でもって日本軍を撃滅しようとし、一方東方面においては徹底的な陣地攻撃の方式をとっている。北方面は東西の戦局を見極めながらの攻撃という支援的な作戦であった。北樺太及びカムチャツカ方面では、開戦の初期は防衛にあたり、満洲国における主作戦の進展次第で、南樺太および千島列島への進攻を行なうこととした。
当初ソ連軍の満洲侵攻作戦計画は同方向の攻勢軸に大兵力を集中投入する伝統的な突破戦略であり、攻撃方向は北満の牡丹江・チチハル方面へと向けられていた。しかし満洲北東部に配置された関東軍の強固な要塞地帯の妨害が予想され、突破後の関東軍主力の殲滅を考慮した場合、北満からの単調な攻勢は日本軍主力を取り逃がす危険性があった。そこで極東ソ連軍総司令官ワシレフスキー元帥のもとで、3個の正面軍（ザバイカル・第1極東・第2極東）が編成され、新たな対日作戦計画が立案された。ソ連軍首脳部は、独ソ戦の経験に基づいた迂回機動による包囲と縦深侵攻を組み合わせた戦略を新たに採用し、3方向からの新たな攻勢戦略を立案。3方面から満洲内部に向けて進撃し、第1極東正面軍とザバイカル正面軍が東西両端から新京・吉林付近で合流し、関東軍を南北に分断、第2極東正面軍と共に北に残された関東軍部隊を巨大な包囲網の中で殲滅する。ソ連極東軍が擁する唯一の機械化軍である第6親衛戦車軍は大興安嶺と砂漠地帯が立ちはだかる北西・西部正面のザバイカル正面軍に配置された。北東・東部正面は関東軍主力と要塞群が密集しており、関東軍の意表をついた縦深侵攻を実現させるためにも、あえて戦車・機械化部隊の進撃が困難と予測される西正面に投入されることとなった。最高総司令部の構想では、これらの機械化兵力は日本軍の孤立した抵抗拠点の全てを迂回し、迅速に砂漠地帯を横断して、日本側が脅威を認識する前に大興安嶺の峠道を制圧することになっていた。満洲での作戦に備え赤軍の軍事機構は極端に特殊化されていた。どの狙撃師団（歩兵師団）も独立戦車旅団一個、自走砲連隊一個、砲兵連隊2個を持ち、縦深の突破と追撃用の先遣隊を編成することが可能となっていた。西部からの戦略的突破を担当する第6親衛戦車軍も再編され、2個戦車軍団のうち1個が機械化軍団に置き換えられ、2個自走砲旅団、2個軽野砲旅団に支援部隊が加わり、戦車・自走砲1019両を擁した。この編成は独ソ戦時の戦車軍よりも、1946年に編成された機械化軍や1941年の機械化軍団に近かった。最高総司令部は戦後の理想的な軍隊を編成する場として満洲を選び、のちの標準となる様々な新しい組織と概念を試験しようとしていた。満洲での作戦は、その後何十年にもわたってソ連陸軍で研究されるほどの機動戦の傑作となった。
ソ連軍が快進撃できた背景には、戦闘力が圧倒的に劣っていた関東軍が、防衛困難な満州の2/3を放棄して戦線を集約したこともあった。そのため、「関東軍は臨機応変に後退し、避難民撤退の時間稼ぎをしながら、持久戦を展開した。ソ連軍は、8月13日に牡丹江を占領したが、15日の時点では、満洲の主要都市は陥落していなかった」と評する意見もロシア側にある。
南樺太および千島列島への進攻に関してはソ連海軍、特に太平洋艦隊は艦艇不足であった。このため事前にレンドリースの一環としてアラスカにおいてアメリカとソ連の合同で艦艇の貸与と乗組員の訓練を行うフラ計画が実行された。

#### 戦闘序列

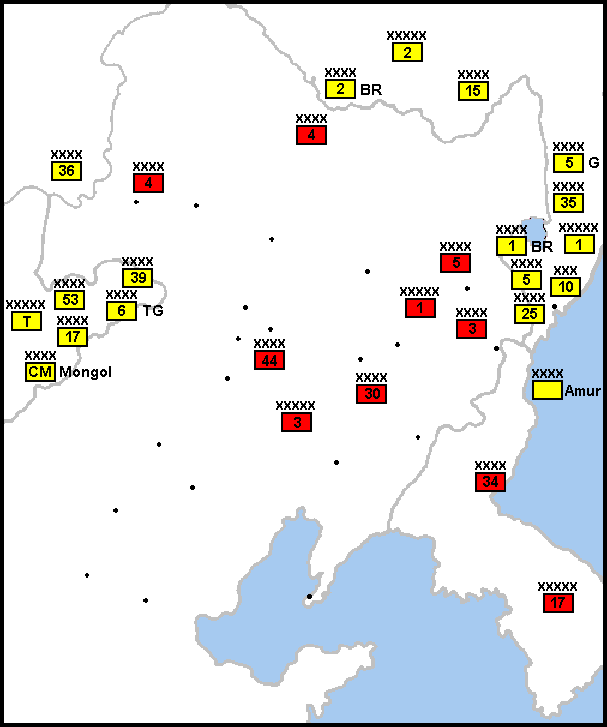
1945年の満洲方面における日ソ両軍の配置

極東ソビエト軍総司令官アレクサンドル・ヴァシレフスキーソ連邦元帥
モンゴル人民革命軍総司令官ホルローギーン・チョイバルサン元帥
- 第1極東戦線：司令官キリル・メレツコフソ連邦元帥
  - 第1赤旗軍：司令官アファナシー・ベロボロドフ大将
  - 第5軍：司令官ニコライ・クルイロフ大将
  - 第25軍：司令官イワン・チスチャコフ大将
  - 第35軍
  - 第10機械化軍団
  - 第9航空軍
- 第2極東戦線：司令官マクシム・プルカエフ上級大将
  - 第2赤旗軍
  - 第15軍
  - 第16軍：司令官レオンチー・チェレミソフ少将
  - 第10航空軍
  - 第5独立狙撃軍団
  - カムチャッカ防衛地区：司令官アレクセイ・グネチコ少将
- ザバイカル戦線：司令官ロディオン・マリノフスキーソ連邦元帥
  - 第17軍
  - 第36軍：司令官アレクサンドル・ルチンスキー
  - 第39軍
  - 第53軍
  - 第6親衛戦車軍：司令官アンドレイ・クラフチェンコ大将
  - 第12航空軍
  - 騎兵・機械化群：司令官イッサ・プリーエフ。ソビエト・モンゴル合同部隊
- 太平洋艦隊：司令官イワン・ユマシェフ大将。巡洋艦×2隻、嚮導艦×1隻、駆逐艦・掃海艇×12隻、潜水艦×78隻。兵員11万人。航空機1,549機
- アムール小艦隊（ロシア語版、英語版）：司令官ニコライ・アントノフ少将

兵員1,577,725人、火砲26,137門（迫撃砲含む）、戦車・自走砲5,556両、航空機3,446機を装備（海軍の装備を考慮しない数）。

### 日本軍
ソ連軍「大祖国戦争の歴史」（第5巻、548-549ページ）に記載されているように:
関東軍の部隊と編隊には、機関短銃、対戦車銃、ロケット砲はまったくなく、大口径砲の予備はほとんどありませんでした（歩兵師団と砲兵連隊と師団の一部としての旅団では、ほとんど, 75mm砲があった場合

#### 関東軍
関東軍は満洲防衛のため、ソ連との国境に14の永久要塞を建設していた。
1. 東寧要塞…アジア最大の地下要塞。東寧重砲兵連隊が配置された。
2. 綏芬河要塞
3. 半截河要塞
4. 虎頭要塞…シベリア鉄道を視認する戦略上の要衝にあり、東西約10km・南北約4kmの規模を誇る。試製四十一糎榴弾砲、九〇式二十四糎列車加農を筆頭に大口径長射程重砲が配備された。
5. 霍爾莫津要塞
6. 璦琿要塞
7. 黒河要塞
8. 海拉爾要塞…ハイラル市を取り囲むように、周囲の山に陣地が築かれ、最大3万人が収容できる大陸屈指の要塞であった。西部防衛の要
9. 五家子要塞
10. 鹿鳴台要塞
11. 観月台要塞
12. 廟嶺要塞
13. 法別拉要塞
14. 鳳翔要塞

関東軍の作戦構想とは、兵力不足を補うため満洲の2/3を放棄、要塞群の密集する東部・北部でソ連軍を阻止し、逐次的な抗戦と段階的な後退行動によって敵部隊を消耗させつつ、居留民150万人のうち110万人が居住する新京と大連間を走る連京線と新京から図們を走る「京図線」を結ぶ防衛線に主力を後退配置して、ソ連軍を食い止めるとする作戦計画というものであった。
また満洲各地で広く遊撃戦を行い、できる限りソ連軍の戦力を破砕する。ただし一部の前進を阻止遅滞させるための玉砕的な戦闘も予想しうる。後退の際には適時交通要所や重要施設は破壊して、敵の行動を妨害する、というものだった。日本軍は満洲の地形を最大限に利用し防衛計画を立てた。
満洲の農業と工業の大半は平野部に集中し、三方から囲む山岳と森林が天然の要害となっていた。特に西部の大興安嶺は標高900メートルに達し、わずかな峠道も湿地帯で覆われ、機械化兵力の通行に適していなかった。
全部隊兵力の比率は日満軍1に対して、赤軍は1.15であり単純な兵員数に大きな差はなかった。ただ戦車と砲の数はソ連が圧倒的であり、日本軍は満洲の天然の要害を活かして、兵器面での劣勢を相殺した。西部が通行不能な地形なため、日本軍は東部、北部、北西の鉄道沿線と国境要塞線に戦力を集中し、第1方面軍だけが縦深的防御態勢をとっていた。
西部の海拉爾要塞が純粋な防衛拠点なのにたいし、東部の虎頭・綏芬河・東寧要塞は反撃用の攻勢拠点としての機能も有していた。東部の三要塞には砲兵部隊が重点的に配置され、虎頭・綏芬河・東寧のラインが主力決戦用の攻勢拠点として整備された。鹿鳴台・五家子・観月台要塞は間隙部の防衛とソ連軍の攻勢を阻止し日本軍の反撃を支援する攻防両面の機能を兼ね備えていた。
西部正面の海拉爾要塞は東部での反撃が完了するまで西部のソ連軍攻勢を抑止することが求められた。北部・西部は東部での決戦が完了するまで守勢に徹し、東部での作戦が完了次第、撤退を開始、ソ連軍主力を山岳部に誘導し東部の日本軍主力と合流した上で撃破作戦に移行する。日本軍の要塞陣地は単純な防御施設にとどまらず、敵を効果的に分断、撃破する機動戦用の戦略拠点として機能した。
戦術理論として一定の合理性を持つ作戦であったものの、当時の情勢と関東軍の準備状況などからは遊撃戦の展開や段階的な後退は非常に実行が困難な作戦であった。西正面のソ連軍の機甲部隊に対しては、第44軍（3個師団基幹）と第108師団を配備したに過ぎず、またこれらの部隊も火力・機動力ともに機甲部隊に対しては不足しており、実戦では各個撃破される危険性が高かった。
奇襲を受けた関東軍であったが、国境の要塞線などで激しい抵抗を見せて、8月13日までは戦線を守り抜いた。こうして一部戦線ではソ連軍の足止めに成功していたものの、ソ連軍機械化部隊の進撃速度は早く、大本営や関東軍は主力の防衛線を「連京線」と「京図線」を結ぶ複廓陣地からさらに後退した通化周辺とするよう命令を出した。しかし、その命令を聞いた第3方面軍司令官後宮淳大将は、「居留民を見捨てることなど関東軍の面目が許さない」「軍は居留民と共に生き居留民と共に死ぬ」と述べて撤退を拒否、隷下の第30軍に「新京を死守してほしい。本官は奉天を死守する」と命じるなど、現場での作戦方針の不徹底もあった。

#### 第五方面軍
第88師団（樺太）においては、対米戦に対応していた時期から、第88師団は樺太を真逢と久春内を結ぶ線で二分、それぞれで自活しつつ来攻する敵の殲滅にあたることとし、やむをえない場合に持久戦に移ることとし、同時に北海道との連絡維持を任務としていた。北部では八方山の陣地を軸とし、その西方山地や東方の軍道(東軍道または栗山道)沿いに北上、侵攻軍の翼に反撃、ツンドラ地帯内か西方山地に圧迫撃滅を図るものであり、南部では上陸阻止を第一としていた。
目標が対ソ戦に切り替わると、以北で小林大佐指揮下の歩兵第125連隊が八方山の複郭陣地などを活用し持久戦にあたり、南進阻止を企図するとした。以南の地域では東半部を歩兵第306連隊西半部に歩兵第25連隊をおき、師団主力は国境ソ連軍の邀撃にはあたらないとする旨が伝えられた。また、豊原地区司令部により、1945年3月25・26日には邦人7688名を地区特設警備隊要員として召集、教育しており、住民を利用したゲリラ戦をも想定していたともいえる。
第91師団（北千島）においては、他の島嶼と同じく北千島においても水際直接配備が当初は主であったが、戦訓から持久戦による出血強要へと方針が転換された。しかし陣地構築の困難さから、砲兵については水際に重点が置かれた。極力水際で打撃を与えつつ、神出鬼没の奇襲で前進を遅滞させるという村上大隊の戦闘計画に掲げられた任務は、その好例といえよう。全体の布陣は二転三転したが、最終的には幌筵海峡重視の配備となっていた。防御に徹した教育訓練がなされたことや、徹底した自給自足により栄養不良患者をほとんど出さなかったのも特徴である。
第7師団の主力は北海道東部にあり (本部: 帯広)、歩兵第27連隊と歩兵第28連隊はそれぞれ釧路と北見にあった。ソ連軍が国後島と北見、稚内と根室に上陸した場合、予備連隊として使用できるのは歩兵第26連隊のみであった。第42師団と宗谷要塞駐屯軍も、北海道北部と宗谷地域に配備された。

#### 戦闘序列
関東軍総司令官　山田乙三　大将（14期）
- 第一方面軍：司令官　喜多誠一　大将（19期）
  - 第3軍
  - 第5軍
  - 直轄部隊
- 第三方面軍：司令官　後宮淳　大将（17期）
  - 第30軍
  - 第44軍
  - 直轄部隊
  - 第4軍
  - 第34軍
- 関東軍航空部隊
  - 戦闘飛行部隊
  - 教育飛行部隊（独立第101教育飛行団）
  - 陸軍士官学校満洲派遣隊

兵員約70万（詳細な個別師団・部隊の兵員数は不明）、火砲約1,000門（歩兵砲・山砲などすべてを含む）、戦車約200両、航空機約350機（うち戦闘機は65機。練習機なども含む）
第五方面軍　樋口季一郎　中将
- 南樺太
  - 第88師団：司令官　峯木十一郎　中将
- 千島列島
  - 第91師団：司令官　堤不夾貴　中将
  - 第89師団：司令官　小川権之助　中将
- 北海道
  - 第7師団：司令官　鯉登行一　中将
  - 第42師団：司令官　佐野虎太　中将
- 第1飛行師団：司令官　佐藤正一　中将
- 内蒙古
  - 駐蒙軍 　：司令官　根本博　中将[29]

#### 居留民への措置
関東軍はソ連攻撃時の満洲居留民に対する方針について検討を先送りして具体的な対策を決めていなかった。しかし、関東軍が居留民退避に対して無関心であったということではなく、ソ連による中立条約破棄通告があったときには、関東軍司令部は各省の首脳や開拓団の代表者を招集し「近く予想されるソ連の侵攻に対する準備」を議題として長時間の討議を行っている。その席で開拓団はおおむね楽観的で「満洲は我ら墳墓の地、移るとすれば天国のみ」とか「ソ連の侵攻に対しては、老若婦女子も剣を持って起ち、軍と運命をともにすることを光栄とする」などの意見が出されて、関東軍より提案のあった退避には消極的であった。開拓団は関東軍が南方への動員で兵力の実態が無くなっていることを知らず、また、関東軍もその点は隠していた。関東軍はその後も居留民に日本本土への退避を促したが、日本本土は空襲が開始されていたのに加え、満洲は食料などの物資が豊富であり、積極的に退避する居留民は少なかった。
大蔵省から派遣され満州国総務庁次長となった古海忠之は、関東軍はソ連軍の進攻は8月終わりか9月と見ていたとした上で、ハバロフスク抑留中に東部国境の軍参謀長が漏らした話として、ソ連軍進攻直前のころ現地作戦会議で関東軍司令部のある参謀が開拓民の引揚げをすれば軍の機密が漏れるため見殺しもやむなしとの述べ、そのまま放置することになったと聞いたことを、証言している。一般には、満洲の在留邦人全体で百数十万人で、満洲開拓団は終戦時成年男子47,000人が根こそぎ動員で徴兵されていなくなり、高齢者･女性･児童中心に223,000人が残っていたとされる。
状況悪化にともない、満洲開拓総局は開拓団に対する非常措置を地方に連絡していたが、多くの居留民、開拓団は悪化していく状況を深刻にとらえていなかったとされる。そして、実際には8月12日に至っても（役場から）開拓団民側には通常の招集令状が届いていたとの証言もある。国境近くに住む者の中には、国境警備部隊の減少に気付き、不審を抱いて財産を処分して開戦前に日本に引き揚げて助かった者もいたと言うが、極めて幸運な事例であったと言える。
防衛研修所戦史室 （現在の防衛省防衛研究所戦史部の前身）は、その『戦史叢書』で、ソ連侵攻時、引き揚げ命令が出ても、一部の開拓総局と開拓団が軍隊の後退守勢を理解せず、退避をよしとしなかったのだとする説を唱えている。その原因としては、当時の多くの開拓団と開拓総局の人々の、無敵と謳われた関東軍に対する過度の信頼と情報の不足を大きな要因だとする見解がある。対して、関東軍作戦参謀草地貞吾大佐は、戦後の回想録で「なぜ関東軍は居留民保護に兵力を出さなかったか、より速やかに後退したかと糺されれば、作戦任務の要請であったと答えるばかりである」と述べており、この発言は事実上関東軍には初めから居留民の退避に意を払うつもりがなかったことを示している。
もともと関東軍はソ連軍進攻の際には防衛線を朝鮮国境近くの通化まで下げて防衛する予定であった。そこで8月9日にソ連参戦の情報が入ると各地の関東軍関係者はいっせいにあらかじめ定められていた地域への撤退を開始した。その際、多くの目撃者証言からは、①関東軍将兵・軍属及びその家族、②満洲に派遣されていた日本政府役人及びその家族、③満鉄及び満州電々等の国策企業関係者の順で避難が行われ、また、それぞれがスムーズに行われるよう、意図的に秘密裡に行われたことが明確になっている。とくに関東軍軍人の場合、しばしば自身の家族さらには大量の家財を日本を目指して真っ先に避難させ、非難の対象となった。
満洲国の首都新京の場合は、満洲国と日本政府の関係者、関東軍、満洲鉄道などが集まって対策会議が開催され、軍からは新京防衛戦のため居留民の速やかな退避の要求があり、政府関係者からは「新京陥落まで家族と踏みとどまる」などの意見が出され、最終的には満洲鉄道が避難のための臨時列車を出し、8月10日午後6時を一便として「居留民」「政府関係者」「軍」の順で新京から退避することが決定されたと当時の軍関係者からは主張される。それによれば、状況が切迫する中で、老人、妊婦、病人が優先される以外については駅に到着次第順に列車に詰め込まれるという状況になって、「居留民」「政府関係者」「軍」の順は最初から崩れてしまったといい、結局、避難列車第一便も大きく遅延し、8月11日1：40に新京を出発、この後も2時間おきに列車が出発したが、故障続発で避難は捗らなかったという。
これについて、関東軍参謀の草地は民間人には連絡が行き届かず遅れたのだとも語っている。が、当初は駅に軍人･軍属の家族ばかりが大量の運べるだけの荷物等を持って脱出していること、末端の町村役場などでいち早く住民連絡等の通知を受けたという証言や記録がないことから、軍関係者が自身らの家族･財産を優先的に逃すため、意図的に一般邦人には秘密裏に進められ、彼らの脱出については無視ないし後回しにされたと見る向きも多い。例えば、僻地にあったのではないかと思われる変電所の家族に関し、そこの子供の証言として、10日には軍人にトラックに乗せられて出発し、証言中の日にちは不明確であるが平陽駅についてみると、軍属とその家族、女性･子供が集まっており、彼らや満洲電々･満鉄関係者らとその家族とともに、3日がかりで15日に牡丹江駅に到着（したがって、証言が正しければ平陽駅出発については12日）したとするものがある。
古海忠之によれば、8月9日午前2時に総務庁の各地出先から連絡が入り、同日7時頃関東軍司令官から総務長官に満州国首脳者と大きな特殊会社の首脳は翌10日午後10時の列車で通化に移動することを申し渡され、ついで臨時国務院会議や参議府会議で皇帝以下首脳の移動が決まり、10日午後10時の列車が遅れて11日未明に発車したという。古海は中央政府の移動については士気にかかわるとして反対していたところ、11日になって初めて「関東軍の家族なら命令すればすぐ出発できるのでそうした措置をとった」との釈明のもと、まず関東軍の軍人家族が、ついで満鉄社員の家族が既に疎開を済ませたことを関東軍の原参謀から告げられ、今度は満州国官吏の家族も疎開させるから準備するよう伝えられたという。
ソ連軍進攻にあたって関東軍の通化移転は決められていて、ただ、その通化の司令部移転のための設備が完成していなかったこと、新京が首都であることから士気にかかわるとして寧ろ日本人官吏や満洲官僚の抗戦意見が強かったこと、また、とくに若手将校らの中には3kmほど南にある南嶺（10日に作戦課と後方輸送担当部門がいったん移動したものの、こちらも通信設備がなく、防空対策も不十分であることが明らかになり、翌11日には新京に戻ってきている。）を拠点に抗戦しようという意見もあったことから、紆余曲折があって遅れたものの、新京の場合も他とほぼ同様に、まず関東軍将兵や軍属及びその家族、国策企業関係者の順で避難がひそかに実施されたことが、軍関係者以外の証言からは明らかになっている。
辺境の居留民である開拓団については、これらに加えて、第一線の部隊もソ連軍進入が始まるとその対応のために救出や保護の余力がなく、ほとんどの辺境の居留民は無事に撤退することはできなかった。奥地の開拓団といっても、その地区の監督官庁や匪賊襲撃に備えて関東軍現地部隊と日頃から連絡をとっていたり電話を備えている例も多く、一部は現地警察や心ある現地部隊本部から連絡を受けた例もあった。しかし、興安のように関東軍関係者が連絡もなくいち早く逃走していたケースも多かった。
国境付近の居留民の多くは、いわゆる「根こそぎ動員」によって、かなりの戦闘力を失っており、死に物狂いでの逃避行のなかで戦ったが、侵攻してきたソ連軍や暴徒と化した満洲民、匪賊などによる暴行・略奪・虐殺（葛根廟事件など）が相次ぎ、庇護を失った住民を救うため、国境警察隊員・鉄路警備隊員などが乏しい装備でソ連軍に立ち向かい鋒鏑に倒れるといった悲壮な状況も各地で見られることとなった。（ただし、「根こそぎ動員」といっても、いわば、その途上の段階であり、また、重労働である農作業を行う必要もあってそれなりの青壮年男性も残っていて、通常は銃程度は有し、軽機関銃で武装している集団すらまま在った。）悲劇のなかには、ソ連軍の包囲を受けて集団自決した事例や（麻山事件・佐渡開拓団跡事件）、弾薬処分時の爆発に避難民が巻き込まれる東安駅爆破事件もあった。また第一線から逃れることができた居留民も飢餓・疾患・疲労で多くの人々が途上で生き別れ・脱落することとなり、収容所に送られ、孤児や満洲人・漢人の妻となる人々も出た。
当時満洲国の首都新京だけでも約14万人の日本人市民が居留していたが、8月11日未明から正午までに18本の列車が新京を後にし3万8000人が脱出した。3万8000人の内訳は
- 軍人関係家族　2万0310人
- 大使館関係家族　750人
- 満鉄関係家族　1万6700人
- 民間人家族　240人

この一行の中にいた関東軍総司令官山田乙三夫人と供の者は平壌に向かい、さらに平壌からは飛行機を使い8月21日には無事日本に帰り着いている。
当時新京在住の藤原ていはその著作で、現地で気象台にあたる役所に勤めていた夫である新田次郎が、9日夜ひっそりと役所に呼び出され、軍の家族はすでに移動しており、政府職員の家族もこれについで同じ行動をとることを告げられ、深夜の内に駅に集まるよう指示されて集合し、翌朝、同僚らの他にも政府関係者とみられる者らといち早く列車で脱出したことを述べている。当時、満洲電々公社にいた草野辰男は国境近くの町にいたため、事態をいち早く知って９日には自主的に他の公社員らとともに脱出しようとしていたが、同日夜には軍人や県公署員の家族は既にいなくなっていたと証言している。また、新京の満洲電々公社にいた高橋数一は、10日に関東軍からの通達として1/3は従来業務を続け、1/3は現地防衛隊、1/3は関東軍にそれぞれ招集する予定が伝えられ、当日だけでも赤紙がさらにいっそう乱発されて「根こそぎ動員」が続けられたが、その後計画が変更され、11日になって、関東軍総司令部が通化に移ることに決まったので、軍支援業務をその地で行えるよう、満洲電々関係者は翌日12日に移動するよう告げられたことを証言している。実際に、12日夜に新京の軍属関係者の家族がひそかに移動していっせいに姿を消したとの邦人住民の証言がある。満洲重工業開発株式会社総裁の高碕達之助も、11日に関東軍総司令部は通化に行くことになり既に移り出していること、後方支援に必要な民間事業の関係者もそれに続くよう指示されたこと、その他の民間人はそれぞれいずれかに疎開することになったこと、しかし、一般の人々のほとんどがそれについては知らなかったことを証言している。また、高碕は、各地で在郷軍人の召集は続き、鉄嶺では14日に最後の召集があったことも証言している。
新京の関東軍主力は11日通化に移動を開始、山田乙三総司令官ら首脳は11日ないし12日に通化省大栗子に到着。13日満州国の張景恵総理は新京を無防備都市とするよう、残っていた秦彦三郎関東軍参謀長に要請したが拒否される。同日、最後に残っていた秦彦三郎関東軍参謀長・草地貞吾作戦主任参謀らが通化に飛行機で到着した。ところが、翌14日彼らはまた新京に戻って来る。これについて、通化では通信設備等が完成していず指揮もろくにとれなかったため、また新京に戻らざるを得なかったのだとして司令部の不手際だとする説や、主に関東軍関係者からの14日に玉音放送があることを聞いて電波の届きにくい山岳地帯にある通化を避け玉音放送を聞くために新京に戻っただけだと主張する説等がある。実際には、満州電々の武部九郎が満州国総務長官であった兄の武部六蔵から聞いた話として、既に14日には大本営から連絡の参謀が通化に来て司令部一同は終戦となることを知って新京に戻ってきたものであることを証言している。この説によれば、設備が整わず不便な通化を避けて、はじめから居を新京に戻すつもりで帰ってきたことになる。これに対し、さらに元関東軍関係者からは、関東軍4課の原善四郎課長補佐は傍受していた海外放送や同盟通信を通して、満州国総務長官の武部六蔵は満洲国通信社を通してそれぞれ知ったもので、さらに、関東軍2課の野原中佐がやはり満洲国通信社を通してポツダム宣言受諾を知って山田司令官らを通化から呼び戻したとする主張がある。これによれば、草地参謀が、確認のためと麾下部隊を納得させるために松村参謀副長を大本営にあらためて出張させるよう山田司令官に提案して、これが実施されたという。
関東軍第5練習飛行隊の二ノ宮清准尉ら10人が、ソ連軍に一撃を加えるために、10機の練習機で特攻出撃した「神州不滅特別攻撃隊」がある。特攻機には特攻隊員の婚約者の女性2人も同乗しており、特攻隊員10人と婚約者2人はソ連軍戦車部隊に特攻し戦死した。
関東軍は、兵力不足で防衛困難な満州の2/3を実質放棄し、邦人居留民150万人の73％が居住している、新京と大連間を走る「連京線」と新京から図們を走る「京図線」結ぶ線を最終防衛線とし、戦線を集約しながら各戦域で敢闘して一部でソ連軍の進撃速度を遅らせ、居留民の避難の時間稼ぎをしたが、防衛線外にいた居留民は戦禍に巻き込まれることとなり、150万人の居留民のうち3万人が戦闘に巻き込まれて死亡し、戦後に餓死・病死したり行方不明になったものも含めると13万人が帰らぬ人となった。それでも、満洲からは朝鮮半島経由も含めて約135万人が戦後に日本本土に帰国することができた。結果的に多くの居留民を避難させることに成功したとして、関東軍に対し、上記のようなロシア側の評価もあるとされる。

## 経過

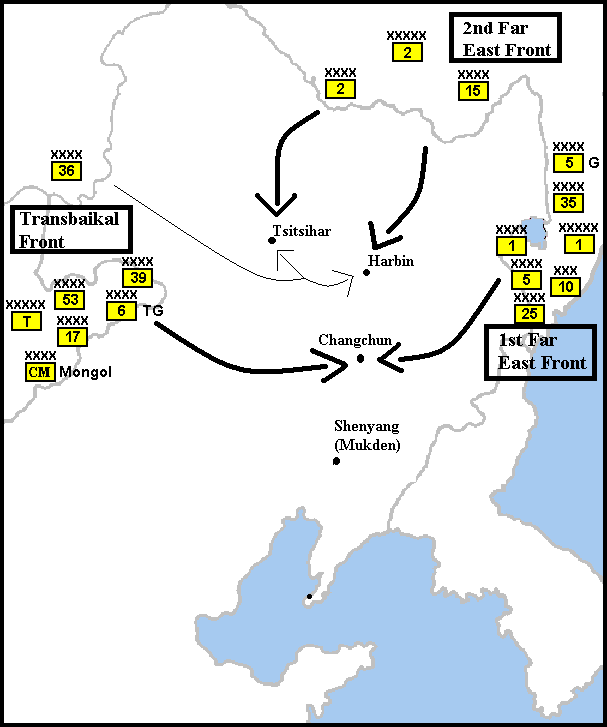
ソ連軍の侵攻ルート

### 初動
宣戦布告は1945年8月8日（モスクワ時間午後5時、日本時間午後11時）、ソ連外務大臣ヴャチェスラフ・モロトフより日本の佐藤尚武駐ソ連特命全権大使に知らされた。事態を知った佐藤は、東京の政府へ連絡しようとした。ヴャチェスラフ・モロトフは暗号を使用して東京へ連絡することを許可した。そして佐藤はモスクワ中央電信局から日本の外務省本省に打電した。しかし、モスクワ中央電信局は受理したにもかかわらず、日本電信局に送信しなかった。
8月9日午前1時（ハバロフスク時間）に、ソ連軍は対日攻勢作戦を発動した。同じ頃、関東軍総司令部は第5軍司令部からの緊急電話により、敵が攻撃を開始したとの報告を受けた。さらに牡丹江市街が敵の空爆を受けていると報告を受け、さらに午前1時30分ごろに新京郊外の寛城子が空爆を受けた。
総司令部は急遽対応に追われ、当時出張中であった総司令官山田乙三大将に変わり、総参謀長が大本営の意図に基づいて作成していた作戦命令を発令、「東正面のソ連軍は攻撃を開始せり。各方面軍、各軍ならびに関東軍直轄部隊は、進入する敵の攻撃を排除しつつ速やかに全面開戦を準備すべし」と伝えた。さらに中央部の命令を待たず、午前6時に「満ソ国境警備要綱」を破棄した。
この攻撃は、関東軍首脳部と作戦課の楽観的観測を裏切るものとなり、前線では準備不十分な状況で敵部隊を迎え撃つこととなったため、積極的反撃ができない状況での戦闘となった。総司令官は出張先の大連でソ連軍進行の報告に接し、急遽司令部付偵察機で帰還して午後1時に司令部に入って、総参謀長が代行した措置を容認した。さらに総司令官は、宮内府に赴いて溥儀皇帝に状況を説明し、満洲国政府を臨江に遷都することを勧めた。皇帝溥儀は満洲国閣僚らに日本軍への支援を自発的に命じた。

### 西正面の状況
ソ連軍ではザバイカル正面軍、関東軍では第3方面軍がこの地域を担当していた。日本軍の9個師団・3個独混旅団・2個独立戦車旅団基幹に対し、ソ連軍は狙撃28個・騎兵5個・戦車2個・自動車化2個の各師団、戦車・機械化旅団等18個という大兵力であった。関東軍の要塞地帯と主力部隊及び国境守備隊は東部・北東正面に重点配置され、西部・北西正面の守りは手薄だった。方面軍主力は、最初から国境のはるか後方にあり、開戦後は新京-奉天地区に兵力を集中しこの方面でソ連軍を迎撃する準備をしていたため、西正面に機械化戦力を重点配置していたソ連軍の一方的な侵攻を許してしまった。逆にソ連軍から見ると日本軍の抵抗を受けることなく順調に進撃した。第6親衛戦車軍はわずか3日で450キロも進撃した。同軍の先鋒はヴォルコフ中将の第9親衛機械化軍団が務めたが、アメリカ製のシャーマン戦車が湿地帯の峠道に足をとられ、第5親衛戦車軍団のT34部隊が代わりに先導役を務めた。第39軍の側面援護の下、第6親衛戦車軍は満洲西部から迂回しつつ、鉄道沿線の日本軍を殲滅していった。8月15日までに第6親衛戦車軍は大興安嶺を突破し、第3方面軍の残存部隊を掃討しつつ満洲の中央渓谷に突入した。
一方第3方面軍は既存の築城による抵抗を行い、ゲリラ戦を適時に行うことを作戦計画に加えたが、これを実現することは、訓練、遊撃拠点などの点で困難であり、また機甲部隊に抵抗するための火力が全く不十分であった。同方面軍は8月10日朝に方面軍の主力である第30軍を鉄道沿線に集結させて、担当地域に分割し、ゲリラ戦を実施しつつソ連軍を邀撃しつつも、第108師団は後退させることを考えた。このように方面軍総司令部が関東軍の意図に反して部隊を後退させなかったのは、居留民保護を重視することの姿勢であったと後に第3方面軍作戦参謀によって語られている。関東軍総司令部はこの決戦方式で挑めば一度で戦闘力を消耗してしまうと危惧し、不同意であった。ソ連軍の進行が大規模であったため、総司令部は朝鮮半島の防衛を考慮に入れた段階的な後退を行わねばならないことになっていた。前線では苦戦を強いられており、第44軍では8月10日に新京に向かって後退するために8月12日に本格的に後退行動を開始し、西正面から進行したソ連の主力である第6親衛戦車軍は各所で日本軍と遭遇してこれを破砕、撃破していた。ソ連軍の機甲部隊に対して第2航空軍（原田宇一郎中将）がひとり立ち向かい12日からは連日攻撃に向かった。攻撃機の中には全弾打ち尽くした後、敵戦車群に体当たり攻撃を行ったものは相当数に上った。ソ連進攻当時国境線に布陣していたのは第107師団で、ソ連第39軍の猛攻を一手に引き受けることとなった。師団主力が迎撃態勢をとっていた最中、第44軍から、新京付近に後退せよとの命令を受け、12日から撤退を開始するも既に退路は遮断されていた。ソ連軍に包囲された第107師団は北部の山岳地帯で持久戦闘を展開、終戦を知ることもなく包囲下で健闘を続け、8月25日からは南下した第221狙撃師団と遭遇、このソ連軍を撃退した。関東軍参謀2名の命令により停戦したのは29日のことであった。ソ連・モンゴル軍は外蒙古から内蒙古へと侵攻し、多倫・張家口へと進撃、関東軍と支那派遣軍の連絡線を遮断した。ザバイカル正面軍は西方から関東軍総司令部の置かれた新京へと猛進撃し、8月15日には間近にまで迫り北東部・東部で奮戦する関東軍の連絡線を断ちつつあった。

### 東正面の状況

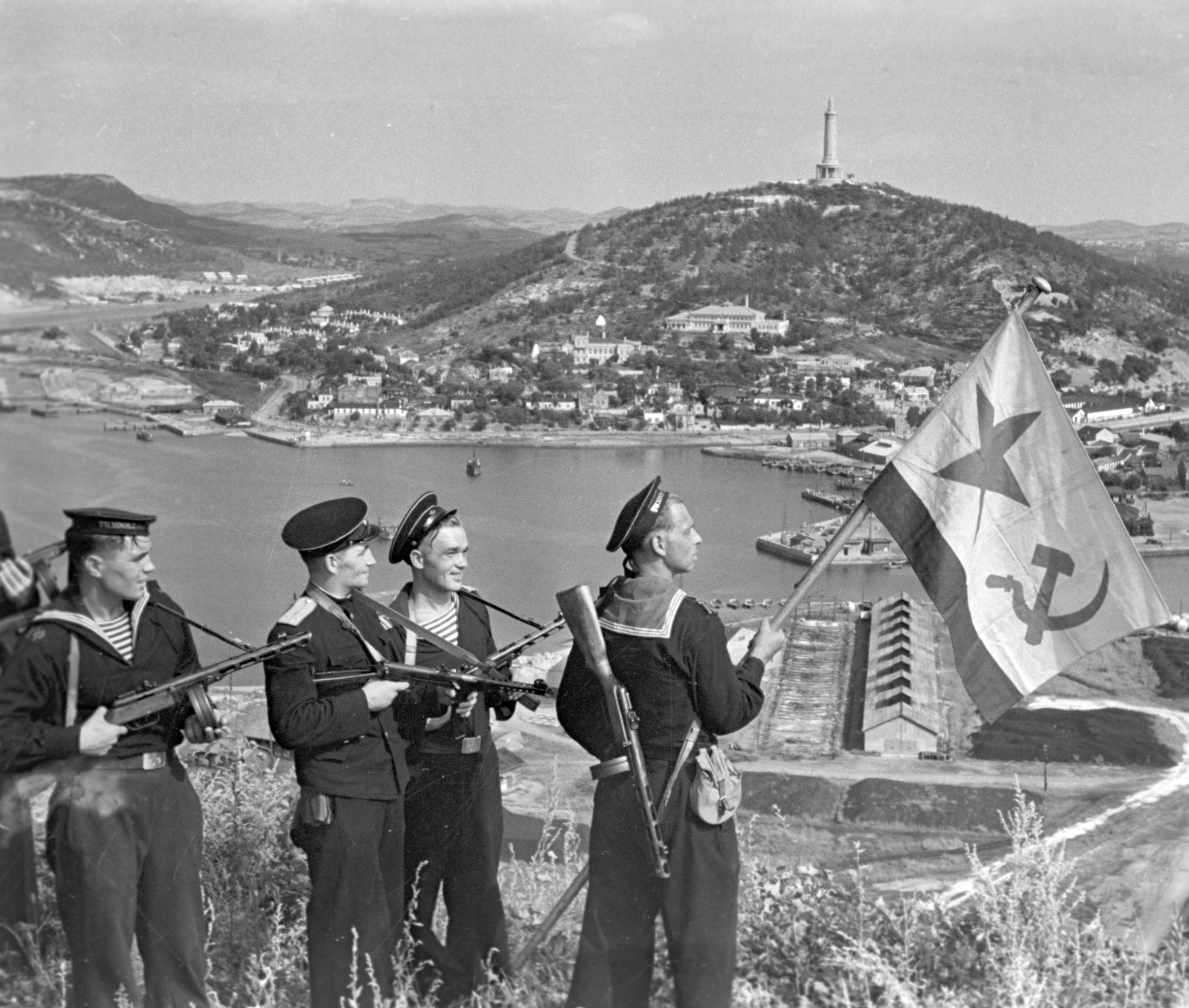
旅順に進駐し、海軍旗を掲げる太平洋艦隊所属の海軍歩兵

東方面においては日本軍は第1方面軍が、ソ連軍は第1極東正面軍が担当していた。日本軍の10個師団と独立混成旅団・国境守備隊・機動旅団各1個に対し、ソ連軍は35個師団と17個戦車・機械化旅団基幹であった。日本の第1方面軍は、国境の既存防御陣地を保守し、ソ連軍の主力部隊が進行した後は後方からゲリラ戦を以って奇襲を加える防勢作戦を計画していた。牡丹江以北約600キロに第5軍（清水規矩中将）、南部に第3軍（村上啓作中将）を配置、同方面軍の任務は、侵攻する敵の破砕であったが、二次的なものとして、満洲国と朝鮮半島の交通路の防衛、方面軍左翼の後退行動の支援があった。
しかし、日本軍の各部隊の人員や装備には深刻な欠員と欠数があり、特に陣地防御に必要な定数を割り込んでいた。同方面軍の主力部隊の一つであった第5軍を例に挙げれば、牡丹江沿岸、東京城から横道河子の線において敵を拒否する任務を担っていたが、銃剣・軍刀・弾薬・燃料だけでなく、火器・火砲にも欠数が多く、銃・軽機関銃、擲弾筒は定数の三分の一から三分の二程度しかなく、また火砲は第124師団、第135師団ともに定数の三分の二以下、第124師団は野砲の欠数を山砲を混ぜて配備し、第135師団は旧式騎砲、迫撃砲で野砲の欠数を補填しているほどであった。
一方メレツコフが指揮する第1極東正面軍は日本軍の強固な要塞地帯の攻略を担当し、最も困難な任務を抱えていた。メレツコフは奇襲を成功させるため、通常の準備砲撃を省略し、雷雨の中偵察大隊を越境させた。30分後には歩兵部隊が日本軍の陣地に浸透し、機械化兵力の前進路を切り開いた。各狙撃師団は傘下の戦車旅団を解き放ち、各戦車旅団は1日で満洲領内22キロの地点に到達、日本軍の要塞は迂回し後続の部隊に排除を任せた。実際の戦闘においては第二十五軍、第三十五軍団を主力部隊とする極東方面軍の激しい攻撃を受けることになった。天長山・観月臺の守備隊は敵に包囲され、天長山守備隊は15日に全滅、観月臺は10日に陥落した。また八面通正面では秋皮溝守備隊は9日に全滅、十文字峠・梨山・青狐嶺廟の守備隊も10日にソ連軍の圧倒的な攻撃を受けて陥落、残存した一部の部隊は後退した。平陽付近では、前方に展開していた警備隊がソ連軍の攻撃で全滅し、残りの守備隊は8月9日に夜半撤退したが、10日にソ連軍と遭遇戦が発生し、離脱したのは850人中200人であった。このように各地で抵抗を試みるもその戦力差から悉くが撃破・殲滅されてしまい、ソ連軍の攻撃を遅滞させることはできても、阻止することはできなかった。
東部正面最大都市、牡丹江にソ連軍主力が向かうものと正しく判断した清水司令官は、第124師団、その後方に第126・第135師団を配置、全力を集中してソ連軍侵攻を阻止するよう処置した。ソ連第5軍司令官クルイロフ大将は増強した戦車旅団を牡丹江に差し向け、さらに2個狙撃師団を出撃させた。
穆稜を守備する第124師団（椎名正健中将）の一部は12日に突破されたが、後続のソ連軍部隊と激戦を続け、肉薄攻撃などの必死の攻撃を展開、第126、第135師団主力とともに15日夕までソ連軍の侵攻を阻止し、この間に牡丹江在留邦人約6万人の後退を完了することができた。牡丹江には戦車旅団に先導された4個狙撃師団が殺到し、2日に渡る壮絶な市街戦の末、日本軍5個歩兵連隊が全滅した。牡丹江東側陣地の防御が限界に達した第5軍は、17日までに60キロ西方に後退、そこで停戦命令を受けた。南部の第3軍は、一部の国境配置部隊のほか主力は後方配置していた。8月16日には牡丹江市が陥落した。
一方この正面に進攻したソ連軍第25軍は、北鮮の港湾と満洲との連絡遮断を目的としていた。羅子溝の第128師団（水原義重中将）、琿春の第112師団（中村次喜蔵中将）は其々予定の陣地で激戦を展開、多数の死傷者を出しながら停戦までソ連軍大兵力を阻止した。広い地域に分散孤立した状態で攻撃を受けた第3軍は、善戦して各地で死闘を繰り広げたが停戦時の17日にはソ連軍が第2線陣地に迫っていた。

### 北正面の状況

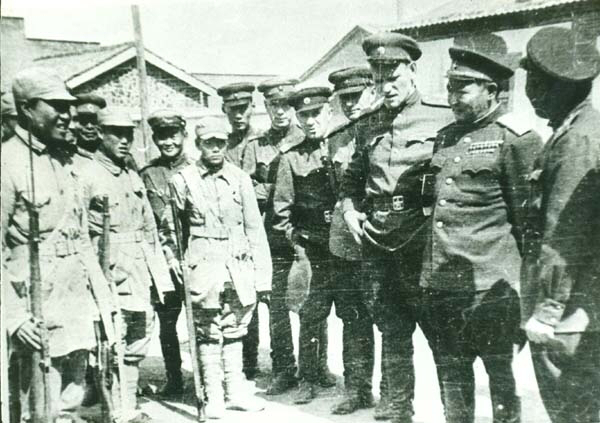
1945年モンゴル人民軍が戦争に参加

北部の守備を担当する第4軍の上村幹男司令官は、8月3日時点でソ連軍の展開を察知し、関東軍総参謀長の許可を得て、事前に作戦準備に取り掛かっていた。璦琿では、南方へ転用されずに残った精鋭である独立混成第135旅団がソ連軍第2極東戦線第2赤旗軍の上陸妨害に努めたが、数に押されて嫩江への侵攻を許す。その後は独立歩兵第796大隊と第135旅団の砲兵部隊が、渡河した上陸軍を肉弾戦で迎え撃ち、21日に停戦するまで戦闘が続いた。
ソ連軍の戦車には迫撃砲が効かなかったため、孫呉の歩兵第269連隊第1大隊約600名は、10 kgの爆弾を持って戦車に飛び込む肉弾戦を敢行せざるを得なかった。15日から転進したソ連軍の孫呉南部への迂回を阻んだ第123挺身大隊約1,300名も、ソ連軍戦車旅団の包囲に対して手榴弾と共に突撃して7割近くが戦死したが、この奮闘により孫呉への攻撃が回避された。第135旅団は第123師団との通信が取れなかったため、停戦の確認に時間を要し、璦琿の終戦は21日であった。勝武屯陣地の歩兵第269連隊第1大隊も激戦の末、通信不能の中で15日に主力部隊を後退させたが、終戦を知りながらも降伏せず、9月に北安で武装解除を受けるまで戦闘を継続した。
国境付近にある満洲里や孤立した開拓村の被害は特に大きく、避難すら間に合わなかった軍民に多大な犠牲または抑留者が出たが、ジャライノール地区の居留民は鉄道で避難できた。
満洲西部から進軍した目標地点の一つ、ハイラル (海拉爾) の南北10km、東西15kmに及ぶ陣地は、本来は3万の兵力で守備するところ関東軍の守備兵力縮小に合わせて、独立混成第80旅団5,000名が守備に当たることになった。9日朝、ソ連軍機がハイラル市街を空襲したため旅団長の野村登亀江少将は、隷下部隊に緊急配備を指示したあと要塞に入って指揮に当たった。ここにはソ連軍5個師団と戦車1個旅団が侵攻したが、大砲を持たぬ日本側は遊撃戦に頼る他なかった。ハイラル陣地では18日朝に武装解除するまでにおよそ1,000名の戦死者を出した。西口には9個師団、戦車1個師団、戦車2個旅団が押し寄せ、これに対峙したのは第107師団歩兵第90連隊のわずか1,000名あまりだった。
満洲国の北部国境地域、孫呉方面及びハイラル方面でも日本軍（第4軍）は抵抗を試みるもソ連軍の物量を背景にした攻撃で後退を余儀なくされていた。孫呉正面においては、ソ連軍は36軍・39軍・53軍・17軍及びソ蒙連合機動軍を以って8月9日に機甲部隊を先遣隊として攻撃を行ったが、当時の天候が雨であったために沿岸地区の地形が泥濘となって機甲部隊の機動力を奪ったため、作戦は当初遅滞した。日本軍は第123師団と独立混成第135旅団で陣地防御を準備していたが、第2極東方面軍の第2赤衛軍が11日から攻撃を開始した。ソ連軍の攻撃によって一部の陣地が占領されるも、残存した陣地を活用して反撃を行い、抵抗を試みていた。しかし兵力の差から後方に迂回されてしまい、防衛隊は離脱した。またハイラル正面においては、ソ連軍はザバイカル方面軍の最左翼を担当する第36軍の部隊が進行し、日本軍は第119師団と独立混成第80旅団によって抵抗を試み、極力ハイラルの陣地で抵抗しながらも、戦況が悪化すれば後退することが指示されていた。第119師団は停戦するまでソ連軍の突破を阻止し、戦闘ではソ連軍の正面からの攻撃だけでなく、南北の近接地域から別働隊が侵攻してきたために後退行動を行った。

### 北朝鮮の状況
北朝鮮においては第34軍（主力部隊は第59師団、第137師団「根こそぎ動員」師団、独立混成第133旅団）が6月18日に関東軍の隷下に入り、7月に咸興に集結した。戦力は第59師団以外は非常に低水準であり、兵站補給も滞っていた。開戦して第17方面軍は関東軍総司令官の指揮下に、第34軍は第17方面軍司令官の指揮下に入った。また羅南師管区部隊は本土決戦の一環として4月20日に編成された部隊であり、2個歩兵補充隊と、5個警備大隊、特設警備大隊8個、高射砲中隊3個、工兵隊3個などから構成されていた。
第一線の状況として、ソ連軍の侵攻は部分的なものであった。咸興方面では第34軍はソ連軍に対して平壌への侵攻を阻止し、朝鮮半島を防衛する目的で配備され、野戦築城を準備していた。しかし終戦までソ連軍との交戦はなかった。一方で羅南方面では、ソ連軍の太平洋艦隊北朝鮮作戦部隊・第一極東方面軍第25軍・第10機甲軍団の一部が来襲した。12日から13日にかけて、ソ連軍は海路から北朝鮮の雄基と羅南に上陸してきた。8月13日にソ連軍の偵察隊が清津に上陸し、その日の正午に攻撃前進を開始した。羅南師管区部隊は上陸部隊の準備が整わないうちに撃滅する作戦を立案し、ソ連軍に対抗して出撃し、上陸したソ連軍を分断、ソ連軍の攻撃前進を阻止するだけの損害を与えることに成功し、水際まで追い詰めたが、14日払暁まで清津に圧迫し、ソ連軍の侵攻を阻止する中15日には新たにソ連第13海兵旅団が上陸、北方から狙撃師団が接近したので決戦を断念し、防御に転じた時に8月18日に停戦命令を受領した。

## 南サハリンおよび千島の概況
当時日本が領有していた南サハリン・千島列島は、アメリカ軍の西部アリューシャン列島への反攻激化ゆえ急速強化が進んだ。1940年12月以来同地区を含めた北部軍管区を管轄してきた北部軍を、1943年2月5日には北方軍として改編、翌年には第五方面軍を編成し、千島方面防衛にあたる第27軍を新設、第1飛行師団と共にその隷下においた。
結果、1944年秋には千島に5個師団、樺太に1個旅団を擁するに至る。
しかし、本土決戦に向けて戦力の抽出が始まると航空戦力を中心に兵力が転用され、1945年3月27日に編成を完了した第88師団（樺太）や第89師団（南千島）が加わったものの、航空兵力は貧弱なままで、北海道内とあわせ80機程度にとどまっていた。
他方、ソ連軍は同方面を支作戦と位置づけており、その行動は偵察行動にとどまっていた。1945年8月10日22時、第2極東戦線第16軍は「8月11日10:00を期して樺太国境を越境し、北太平洋艦隊と連携して8月25日までに南樺太を占領せよ」との命令を受領、ようやく戦端を開く。しかし、準備時間が限定されており、かつ日本軍の情報が不足していたこともあり、各兵科部隊には具体的な任務を示すには至らなかった。情報不足は深刻で、例えば、樺太の日本軍は戦車を保有しなかったにもかかわらず、第79狙撃師団に対戦車予備が新設されたほどであった。北千島においてはさらに遅れ、8月15日にようやく作戦準備及び実施を内示、8月25日までに北千島の占守島、幌筵島、温禰古丹島を占領するように命じた。

### 南サハリンの戦闘
樺太の日本軍は、1941年の関東軍特種演習から対ソ戦準備をしていたが、太平洋戦争中盤からは対米戦準備も進められて、中途半端な状態だった。第88師団が主戦力で、うち歩兵第125連隊が国境方面にあった。対ソ開戦後は、特設警備隊の防衛召集や国民義勇戦闘隊の義勇召集が実施され、陣地構築や避難誘導を中心に活動した。居留民については、1944年秋から第5方面軍の避難指示があったが、資材不足などで進んでいなかった。いずれにせよ、これらは高齢者・年少者を中心とするもので、一説には、それ以外の者は沖縄にならい義勇隊を結成、若い女性も含めて戦闘に参加させる計画があったともいわれる。ソ連軍侵攻後に第88師団と樺太庁長官、豊原海軍武官府の協力で、23日までに87670名が離島できた。その後の自力脱出者を合わせても、開戦時住民約41万人のうち約10万人が脱出できたにすぎない。
なお、戦後の引揚者は軍人・軍属2万人、市民28万人の合計30万人で、残留した朝鮮系住民2万7千人を除くと陸上戦の民間人死者は約2,000人と推定されている。後述の引揚船での犠牲者を合わせると、約3,700人に達する。
樺太におけるソ連軍最初の攻撃は、8月9日7時30分武意加の国境警察に加えられた砲撃である。11日5時頃から樺太方面における主力とされたソ連軍第56狙撃軍団は本格的に侵攻を開始した。樺太中央部を通る半田経由のものと、安別を通る西海岸ルートの2方向から侵入した。他方、日本軍は9日に方面軍の出した「積極戦闘を禁ず」という命令のため、専守防御的なものとなった。後にこの命令は解除されたが前線には届かなかった。日本軍は、国境付近の半田10kmほど後方の八方山陣地において陣地防御を実施した。日本の第5方面軍は航空支援や増援作戦等を計画したが、8月15日に中止となった。
戦闘は8月15日以降も継続し、むしろ拡大していった。大本営は、停戦交渉とやむをえない場合の自衛を除いて即時の戦闘行動停止を命じたが、札幌第5方面軍司令の樋口季一郎中将はこれに反し樺太の守備隊である第88師団に南樺太の死守を命じた結果、日本軍はソ連軍の進駐を拒否、応戦を続けることとなった。16日には塔路・恵須取へソ連軍が上陸作戦を実施。20日には真岡へも上陸し、この際に逃げ場を失った電話交換女子達が集団自決する真岡郵便電信局事件が発生した。真岡周辺での戦闘が続く中、歩兵第25連隊は、ソ連軍による軍使殺害事件も発生し、進出してきたソ連軍とそのまま戦闘に入った（なお、そもそもの大本営の自衛戦闘許可は停戦交渉を終わらせることを前提に、18日午後4時までとなっていた。）。熊笹峠へ後退しつつ抵抗を続け、23日2時ごろまでソ連軍を掣肘していた。
8月22日朝には樺太からの引揚船「小笠原丸」「第二号新興丸」「泰東丸」が留萌沖でソ連軍潜水艦に攻撃され、1708名の死者と行方不明者を出した（三船殉難事件）。8月22日午前中に知取にて停戦協定が結ばれるが、赤十字のテントが張られ白旗が掲げられた豊原駅前にソ連軍航空機による空爆が加えられ多数の死傷者が出た。同日夕刻には第88師団司令部からの降伏命令が歩兵第25連隊に届き、戦闘停止が進み、8月23日までにすべての武装解除が終わった。
その後もソ連軍は南下を継続し24日早朝には豊原に到達、樺太庁の業務を停止させて日本軍の施設を接収した。25日には大泊に上陸、樺太全土を占領した。

### 千島列島の状況と戦闘
アリューシャン列島からの撤退により、千島列島、中でも占守島をはじめとする北千島が脚光をあびる。当初はアッツ島からの空爆に対する防空戦が主であったが、米軍の反攻に伴い、兵力増強が図られる。本土決戦に備えて抽出がなされたのは樺太と同様であるが、北千島はその補給の困難から、ある程度の数が終戦まで確保(第91師団基幹の兵力約25000人、火砲約200門)された。防衛計画は、対米戦における戦訓から、水際直接配備から持久抵抗を志向するようになったが、陣地構築の問題から砲兵は水際配備とする変則的な布陣となっていた。
8月9日からのソ連対日参戦後も特に動きはないまま、8月15日を迎えた。方面軍からの18日16時を期限とする戦闘停止命令を受け、兵器の逐次処分等が始まっていた。だが、ソ連軍は15日に千島列島北部の占守島への侵攻を決め、太平洋艦隊司令長官ユマシェフ海軍大将と第二極東方面軍司令官プルカエフ上級大将に作戦準備と実施を明示していた。
18日未明、ソ連軍は揚陸艇16隻、艦艇38隻、上陸部隊8363人、航空機78機による上陸作戦を開始した。投入されたのは第101狙撃師団(欠第302狙撃連隊)とペトロパヴロフスク海軍基地の全艦艇など、第128混成飛行師団などであった。日本軍第91師団は、このソ連軍に対して水際で火力防御を行い、少なくともソ連軍の艦艇13隻を沈没させる戦果を上げている。
上陸に成功したソ連軍部隊が、島北部の四嶺山付近で日本軍1個大隊と激戦となった。日本軍は戦車第11連隊などを出撃させて反撃を行い、戦車多数を失いながらもソ連軍を後退させた。しかし、ソ連軍も再攻撃を開始し激しい戦闘が続いた。18日午後には、日本軍は歩兵73旅団隷下の各大隊などの配置を終え有利な態勢であったが、日本政府の意向を受け第5方面軍司令官　樋口季一郎中将の命令に従い、第91師団は16時に戦闘行動の停止命令を発した。停戦交渉の間も小競り合いが続いたが、21日に最終的な停戦が実現し、23・24日にわたり日本軍の武装解除がなされた。
それ以降、ソ連軍は25日に松輪島、31日に得撫島という順に、守備隊の降伏を受け入れながら各島を順次占領していった。南千島占領も別部隊により進められ、8月29日に択捉島、9月1日〜4日に国後島・色丹島の占領を完了した。歯舞群島の占領は、降伏文書調印後の、3日から5日のことである。

## ポツダム宣言受諾後の戦闘

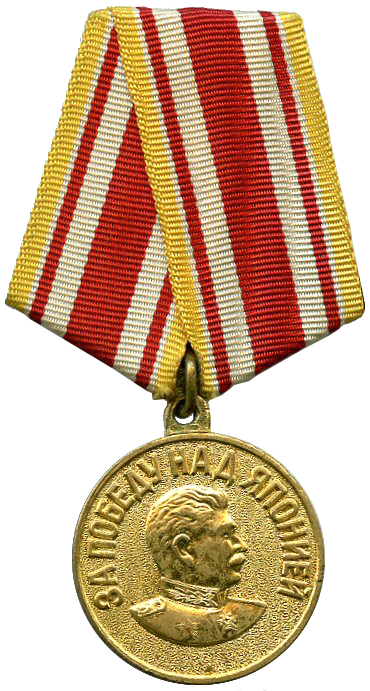
凡そ1,831,000のソ連兵が、1945年9月30日以降に対日戦勝勲章を与えられた。

外地での戦闘が完全に収束する前に、1945年（昭和20年）8月14日、日本政府はポツダム宣言を受諾し、翌8月15日、終戦詔書が発布された。8月16日、大本営は大陸令第一三八二号により陸軍全部隊に対し「即時戦闘行動ヲ停止スヘシ」と命じたが「止ムヲ得サル自衛ノ為ノ戦闘行動ハ之ヲ妨ケス」と自衛戦闘については除外した。その後、大本営は停戦命令を段階的に「強化」し、25日に自衛戦闘を含む一切の戦闘行為を禁止した。樺太では23日、千島では25日までに戦闘が停止したが、満洲では命令伝達の困難から8月末まで戦闘が継続した。ソ連は日本と連合国が降伏文書への調印を行った9月2日の後も作戦を継続し、9月5日、ソ連軍は一方的な戦闘攻撃をようやく停止した。
ソ連最高統帥部は「日本政府の宣言受諾は政治的な意向である。その証拠には軍事行動には何ら変化もなく、現に日本軍には停戦の兆候を認め得ない」との見解を表明し、攻勢作戦を続行した。このため、日本軍は戦闘行動にて防衛対応する他なかった。
連合国最高司令官ダグラス・マッカーサー元帥は8月16日に、昭和天皇・政府・大本営以下、日本軍全てに対する戦闘停止を命じた。この通達に基づき、8月16日、関東軍に対しても自衛以外の戦闘行動を停止するように命令が出された。しかし、当時の関東軍の指揮下にあった部隊のほぼすべてが、激しい攻撃を仕掛けるソ連軍に抵抗していたため、全く状況は変わらなかった。すでに17の要塞地区のうち16が陥落し指揮系統は分断され関東軍は危機的状況にあった。
8月17日、関東軍総司令官山田乙三大将がソ連側と交渉に入ったものの、極東ソ連軍総司令官ヴァシレフスキー元帥は、8月20日午前まで停戦しないと回答した。関東軍とソ連軍の停戦が急務となったマッカーサーは8月18日に改めて、日本軍全部隊のあらゆる武力行動を停止する命令を出し、これを受けた日本軍は各地で戦闘を停止し、停戦が本格化することとなった。その同日、ヴァシレフスキーは、2個狙撃師団に北海道上陸命令を下達していたが、樺太方面の進撃の停滞とスタフカからの命令により実行されることはなかった。
8月19日の15:30（極東時間）、関東軍総参謀長秦彦三郎中将は、ソ連側の要求を全て受け入れ、本格的な停戦・武装解除が始まった。これを受け、8月24日にはスタフカから正式な停戦命令がソ連軍に届いたが、ソ連軍の進軍自体は1945年9月2日の日本との降伏文書調印後も続いた。結局ソ連軍は、満洲、朝鮮半島北部、南樺太、千島列島、択捉、国後、色丹、歯舞の全域を完全に支配下に置いた9月5日になってようやく、その進軍を停止した。

## 前線部隊の状況
対ソ防衛戦は満洲国各地、及び朝鮮半島北部などにおいて広範に行われた。全体的には日本軍が終始戦力格差から見て各地で一日の間に陣地を突破される事態が各地で発生し、突破された部隊は南方への抽出を受けて全体的に戦力が低下しており戦況を立て直すことができず、いとも簡単に前線陣地を突破され逃げることがほとんどであった。北正面・東正面に戦力を集中していた関東軍は西正面に投入されたソ連軍の機械化戦力を阻止できず内陸部への進撃をゆるしてしまった。関東軍が主力を集中した北部・東部でも濃密な火力支援をえたソ連軍の機動により、国境要塞群は分断・包囲され次々と無力化され破壊されていった。国境要塞は基本的に関東軍が想定していた
効果を発揮できなかった。各国境要塞は開戦後間もなく制圧され、五家子要塞にいたってはわずか半日で陥落した。虎頭・東寧要塞はもちこたえたが国境要塞陣地の壊滅は、関東軍の反撃計画を瓦解させた。
しかし、編成が終了したばかりの新兵と不十分な装備という弱い部隊を、強大なソ連軍が進撃してくる戦場正面に投入したが、交戦前に混乱状態に陥った部隊は皆無であった。例えば第5軍は、絶望的な戦力格差があるソ連軍と交戦し、少なからぬ被害を受けたものの、1個師団を用いて後衛とし、2個師団を後方に組織的に離脱させ、しかも陣地を新設して邀撃（ようげき）の準備を行い、さらに自軍陣地の後方に各部隊を新たに再編して予備兵力となる予備野戦戦力を準備することにも成功している。このことから、非常に優れた指揮の下で円滑に後退戦が行われたことがうかがえる。
また既存陣地（永久陣地及び強固な野戦陣地）に配備された警備隊は、ほぼ全てが現地の固守を命じられていた。これは後方に第2、第3の予備陣地が構築されておらず、また増援が見込めないためである。そのため後退できない日本軍の警備隊は、圧倒的な物量作戦で波状攻撃をかけるソ連軍に対して各地で悲愴な陣地防御戦を行い、そのほとんどが担当地域で壊滅することになった。

## 在留邦人の状況
満洲の兵力の大半は南方へ移転、昭和20年春からの「根こそぎ動員」により壮年男子が召集されていたので、開拓団には老人、女性、子供ばかりが残され、僻地の開拓団にはソ連参戦も日本敗戦も伝わらなかった。また、日ソ開戦前に関東軍が主力を北朝鮮方面に後退させたので、ソ満国境附近の日本人開拓移民は戦場に取り残され、混乱の中で多数の犠牲者や孤児が出ることになった。大半の開拓移民や居留民は荷馬車に荷を積み徒歩で都市部に向かう途上、ソ連軍や現地の暴徒の襲撃を受け、戦死あるいは自決、病死、栄養失調死も多かった。
ソ連軍首脳部は日本軍と日本人に対する非人道的な行為を戒めていたが、それはソ連軍の現地部隊にはしばしば無視され、正当な理由のない発砲・略奪・強姦・車両奪取などが堂々と行われていた。また推定50万人の避難民が発生し、飢餓と寒さで衰弱していった。関東軍は当時、武装解除が行われており、具体的な対応手段は完全に封殺され失われていた。（その一方で、本来この地域の支配権を持つこととされた国民党軍とソ連の支援を受けた八路軍との間で角逐が起き、日本人の中からもそれらを利用し利用されるような形で政治的争いに参加あるいは反乱を起こし、その結果として通化事件、千山事件のような日本人虐殺事件も起きている。）
避難する日本人集団もある程度の武装を持つケースも多かったものの、しばしば無抵抗であっても日本人避難民の集団に対し、ソ連軍が爆撃や機銃掃射を浴びせるケースがみられた。さらに逃げる在留邦人を、匪賊ばかりか時には一般の現地の農民が暴徒となって襲撃し、略奪あるいは虐殺して死者の衣服まで奪い取って行く事件が多発した。
8月14日に起きた葛根廟事件では、避難していく千人を超える避難民に対しソ連軍戦車が数度にわたって機銃掃射を浴びせた後、戦車や自動車から降りてきたソ連兵は生死を確かめて射殺あるいは銃剣で刺殺していった。ソ連兵の中には女性兵士もいたが、彼女らも女・子どもが多い避難民を射撃していったとされる。なおも生き残った者も、多くが家族らを道連れに自決した。さらに残った子どもらには地元民に引取られる者もいて、後に見る残留孤児の問題につながっている。家族ごと生き延びても、暴民に子どもが拉致され売り飛ばされたケースもあった。
吉林省扶余県の開拓団の事例では、親しかった中国人が暴徒襲撃の情報を教えてくれたので、竹槍などで武装して戦ったが、中国人暴徒の数は2000人にも及び、婦女子以下自決して272名が死んだという。そのほか、敦化事件、牡丹江事件、麻山事件などが起こった。
このような逼迫した状況下で関東軍の現地責任者は、一刻も早くこの現状下に鑑み現地での状況を東京に逐次伝え、ソ連に対してこのような事態を一刻も早く改善するようにと外交的交渉を早く進展するようにと求めることが限界であった。この時点で本来なら関東軍を指揮督戦して励ます筈の上層部はすでに航空機等で本土にいち早く退避しており、満洲国に残された現地の責任者等は、このような現地状況を日本政府に電報を使用して再三に渡って送り続けた。一方日本政府は連絡船などによる内地向け乗船に満洲からの避難民を優先するようにと本土より打電をして取り計らっていた。
このとき内地に戻ることができず現地に留まった在留邦人は中国残留日本人と呼ばれており、日中両国の政府やNPOによる日本への帰国や帰国後の支援などにより問題の解決が図られているが、終戦から70年がたった後でも完全な解決には至っていないのが現状である。また、樺太では在樺コリアンの問題が残っている。
関東州を含めた在満洲日本人居留民は155万～160万人、その約14％にあたる27万人が開拓民であり、うち7万8500人が死亡した。これは日本人死亡者17万6千人の45％にあたる。

### 南樺太での民間人虐殺
終戦直後の南樺太では、日本人による朝鮮人虐殺事件が発生したことが、2025年公開の旧ソ連当局捜査資料により判明した。事件は鵜城（現オルロウォ）や散頃（現ネルピチェ）で発生し、銃殺や銃剣による刺殺などが行われたとされる。

## 題材とした作品
『人間の條件』
- 監督：小林正樹
- 出演：仲代達矢, 佐田啓二ほか
- 1959年・日本、モノクロ

本作品の第四部と第五部はソ連対日参戦を描いている。
『樺太1945年夏 氷雪の門』
1974年・日本、終戦後も電話交換作業を続けるために留まった女性交換手が、ソ連軍が迫る中自決した真岡郵便電信局事件を描いた作品。なお、公開時にモスクワ放送が名指しで「非友好的な作品」と批判するなど、国際問題になった。
『満州帝国崩壊 〜ソビエト進軍1945〜』
- 監督：ユーリ・イヴァンチュク
- 出演：ヴァレンチナ・グルシナ, ヤナ・ドラズ、ヴィクトル・ネズナノフほか
- 1982年・ソビエト、87分・カラー

満洲への侵攻を赤軍の視点で描いた作品。T-34-85など当時の兵器も実物が登場する。ただし、日本軍の描写には不自然な点が多い。
『ラストエンペラー』
1987年・イタリア/ 中華人民共和国/ イギリス、中盤で愛新覚羅溥儀一行がソ連軍部隊に拘束される過程が描かれる。
『大地の子』
1987年〜1991年・日本、山崎豊子原作の小説・テレビドラマ。冒頭、ソ連参戦により関東軍と共に逃避行を繰り広げる満蒙開拓団が、ソ連軍に虐殺されるシーンがある。
『霧の火 樺太・真岡郵便局に散った九人の乙女たち』
2008年・日本、日本テレビ製作の単発ドラマ。真岡郵便電信局事件を描いた作品。